# Botir Boboyev
Botir Davronovich Boboyev (uzb. cyr. Ботир Давронович Бобоев; ros. Батыр Давранович Бабаев, Batyr Dawranowicz Babajew; ur. 2 maja?/15 maja 1914 w rejonie Syr-darii w Uzbeckiej SRR, zm. 4 listopada 1984 w Taszkencie) – radziecki pułkownik, dowódca baterii 118 gwardyjskiego pułku artyleryjskiego 35 Gwardyjskiej Dywizji Strzeleckiej 8 Gwardyjskiej Armii 1 Frontu Białoruskiego, Bohater Związku Radzieckiego (1945).

## Życiorys
Po ukończeniu szkoły średniej do sierpnia 1941 pracował w instytucjach finansowych Karakałpackiej ASRR, następnie został wcielony do Armii Czerwonej. Brał udział w walkach na Froncie Północno-Zachodnim, Południowo-Zachodnim, 3 Ukraińskim i 1 Białoruskim. Był ranny i kontuzjowany. W 1942 ukończył charkowską szkołę artylerii, od 1943 należał do WKP(b). Wyróżnił się m.in. podczas odpierania niemieckich kontrataków od 8 do 12 sierpnia 1944. W walce nad rzeką Radomka 28 sierpnia 1944 zabił oficera i czterech żołnierzy Wehrmachtu i zadał duże straty plutonowi piechoty wroga; został wówczas ranny, jednak nie opuścił pola walki. Szczególnie wyróżnił się zimą 1945 podczas walki o Oborniki, gdy dowodzony przez niego batalion rozgromił niemiecki batalion, niszcząc 5 czołgów i dwa działa samobieżne; Boboyev został wówczas kontuzjowany, ale nie opuścił pola bitwy. Niedługo później nad Wartą jego batalion ponownie wyróżnił się w walce, niszcząc niemiecką rotę, dwa czołgi i trzy działa samobieżne, a następnie jako pierwszy sforsował Odrę. Miał wówczas stopień starszego porucznika. Uchwałą Prezydium Rady Najwyższej ZSRR z 31 maja 1945 starszy porucznik Boboyev został uhonorowany tytułem Bohatera ZSRR. 
Po wojnie pracował w sztabie swojej dywizji, po czym został wojskowym komisarzem rejonu oktiabrskiego w Uzbeckiej SRR. Został pochowany w Alei Sławy w Taszkencie.

## Odznaczenia
- Złota Gwiazda (1945)
- Order Lenina
- Order Czerwonego Sztandaru (dwukrotnie)
- Order Wojny Ojczyźnianej II klasy (dwukrotnie)
- Order Czerwonej Gwiazdy (trzykrotnie)
- Medal „Za zwycięstwo nad Niemcami w Wielkiej Wojnie Ojczyźnianej 1941-1945"